# Prostitution à Macao

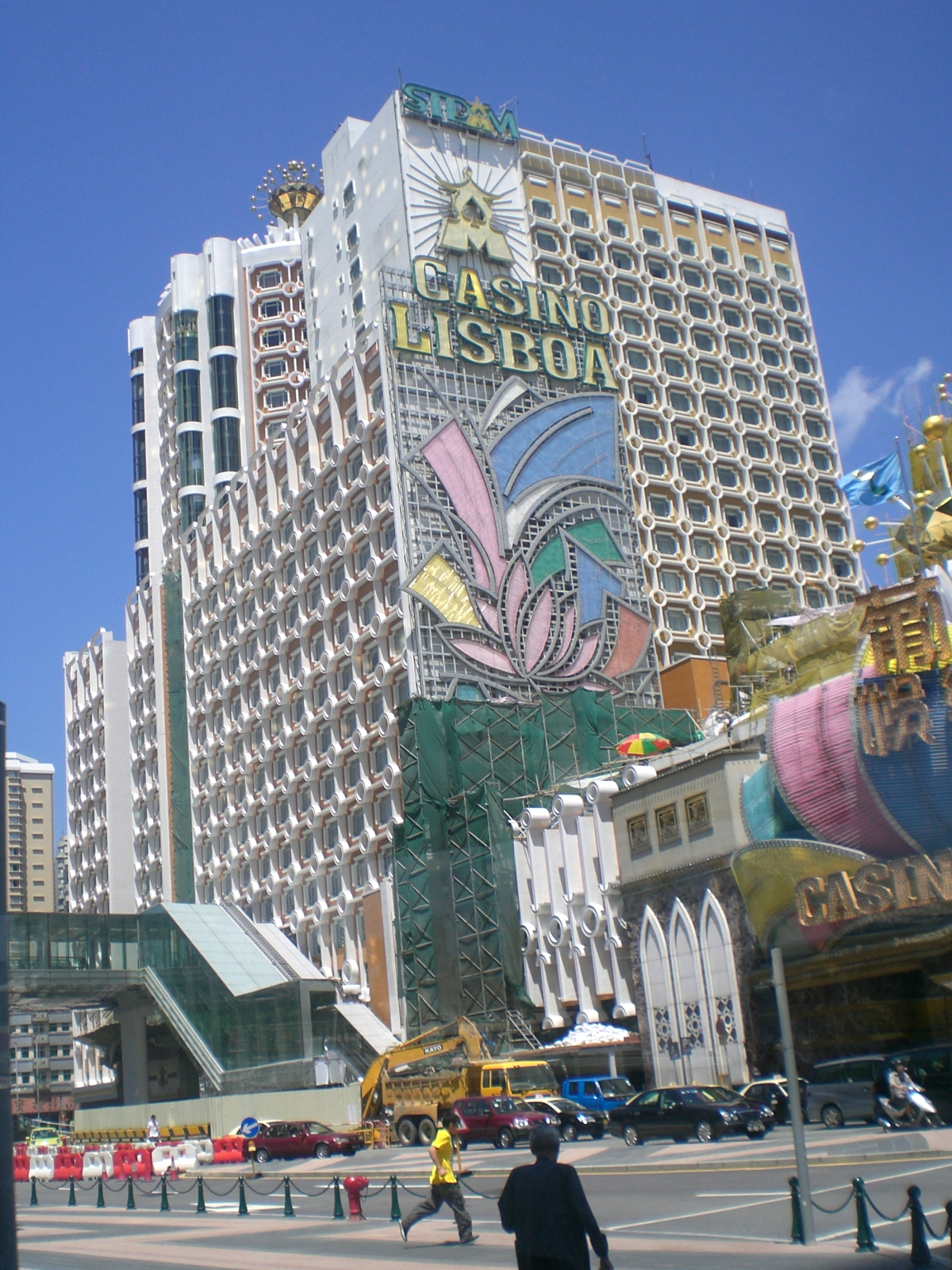
Casino Lisboa, Macao. « Des dizaines de prostituées légalement tolérées, dont beaucoup vivent dans l'hôtel du casino, encerclent les espaces publics du Lisboa"

La prostitution à Macao est légale, contrairement à la Chine continentale, car la ville est une région administrative spéciale du pays. Cependant, l'exploitation d'un bordel et le proxénétisme sont tous deux illégaux à Macao, ce dernier étant passible d'une peine de prison maximale de 8 ans. La prostitution de rue est illégale mais le travail du sexe dans un salon de massage est considéré comme légal de facto. La ville a un grand commerce du sexe bien qu'il n'y ait pas de quartier chaud officiel. En plus de la prostitution de rue, les prostituées travaillent dans des immeubles à loyer modéré, des salons de massage et des maisons closes illégales, ainsi que dans des casinos, des discothèques, des saunas et dans certains des plus grands hôtels. La plupart des hôtels, cependant, ont des prostituées présumées hébergées discrètement. De nombreux trottoirs et passages souterrains de la ville sont jonchés de cartes de visite de prostituées.
L'économie de Macao repose en grande partie sur le tourisme avec une contribution importante des casinos, de la drogue et de la prostitution, ce qui conduit la ville à être appelée Sin City. Comme l'administration de Macao dépend fortement des taxes sur la prostitution et le jeu, les autorités sont traditionnellement réticentes à réduire la taille de l'industrie du sexe. Le commerce serait contrôlé par des groupes chinois du crime organisé, avec différents gangs composés de personnes de différentes provinces de Chine, un système qui conduit à de violents affrontements.

## Historique
La prostitution apparaît à Macao au cours du 19e et 20e siècles. Au 21e siècle, en plus des maisons closes conventionnelles, Macao possède des maisons closes flottantes connues sous le nom de "bateaux à fleurs" qui desservent les navires étrangers. Après 1851, la prostitution est réglementée et, dans les années 1930, le gouvernement tente de mettre fin à l'exploitation et à l'abus des prostituées. À la fin des années 1930, il y a 120 maisons closes dans la ville avec 1500 prostituées.
Dans les années 1990, des rapports alléguent que des membres de la triade chinoise organisent des mariages de complaisance avec des prostituées portugaises afin d'obtenir la nationalité portugaise. Au début de 2015, des articles de tabloïd font état d'actrices japonaises populaires de films pornographiques venant à Macao pour travailler comme prostituées, il est dit que leurs clients sont de riches Chinois,,. Une campagne nationale chinoise de lutte contre la corruption réduit ensuite la publicité liée à la prostitution et augmente le nombre d'inspections des bordels illégaux. Certains bordels souterrains sont fermés et plus de 100 personnes sont arrêtées pour implication criminelle dans la prostitution dans un hôtel de Macao.

## Trafic sexuel
Il existe des allégations selon lesquelles des syndicats chinois attirent des femmes de Chine continentale pour qu'elles travaillent comme prostituées à Macao avec de fausses annonces pour des emplois dans les casinos, de danseuse ou d'autres types d'emplois légitimes. Il existe également des allégations selon lesquelles des femmes sont victimes de la traite à Macao pour la prostitution en provenance de Mongolie, de Russie, des Philippines, de Thaïlande, du Viêt Nam, de Birmanie, d'Asie centrale, et d'Afrique du Sud,. Un gang amenant des prostituées sud-coréennes à Macao pour servir des hommes chinois est arrêté en 2015,. Selon l'ambassade des États-Unis à Oulan-Bator, les estimations du nombre de travailleuses du sexe mongoles à Macao varient de 200 à 300 femmes. Macao est inscrite sur une liste de surveillance du Bureau de surveillance et de lutte contre la traite des personnes du département d'État américain, classée au niveau 2 (territoires qui ne se conforment pas pleinement aux normes minimales de la loi de 2000 sur la protection des victimes de la traite et de la violence, "mais font des efforts importants pour se mettre en conformité"). La traite des êtres humains est illégale à Macao, avec une peine de prison maximale de 12 ans (15 ans si des mineurs sont impliqués).